# Pixley Ka Seme
Pixley Ka Seme (englisch Pixley ka Seme District Municipality, früher Karoo District Municipality) ist ein Distrikt in der südafrikanischen Provinz Nordkap. Die Distrikthauptstadt ist De Aar. Bürgermeister ist Z. Monakali.
Benannt ist der Distrikt nach dem 1951 verstorbenen Politiker Pixley ka Isaka Seme.

## Gliederung
Die Distriktgemeinde wird von folgenden Lokalgemeinden mit ihren Städten gebildet:
- Siyancuma

Breipaal, Campbell, Douglas, Griekwastad
- Emthanjeni

Barcelona, Britstown, De Aar, Hanover, Kareenville, Leeuwenhof, Louisville, Mziwabantu, New Bright, Nompumelelo, Nonzwakazi, Proteaville, Rantsig, Sunrise, Waterdale
- Umsobomvu

Colesberg, Eurekaville, Kuyasa, Kwazamwxolo, Lowreyville, Norvalspont, Noupoort
- Siyathemba

E’Thembeni, Lemnertsville, Marydale, Niekerkshoop, Prieska, Westerberg
- Ubuntu

Loxton, Masinyausane, Richmond, Sabelo, Victoria West
- Thembelihle

Deetlessville, Hopetown, Orania, Steynville, Strydenburg
- Kareeberg

Bonteheuwel, Carnarvon, Die Bult, Van Wyksvlei, Vosburg
- Renosterberg

Lukhanyisweni, Petrusville, Phillipstown, Phillipsvale, Thembinkosi, Vanderkloof

## Nachbardistrikte
Nachbardistrikte sind:
- Frances Baard
- Xhariep
- Joe Gqabi
- Chris Hani
- Sarah Baartman
- Central Karoo
- Namakwa
- ZF Mgcawu (ehemals Siyanda)

## Demografie
Der Distrikt hat 186.351 Einwohner (Stand: 2022) auf einer Gesamtfläche von 103.410 km².

## Naturschutzgebiete
- Doornkloof Natures Reserve
- Rolfontein Nature Reserve
- Appie van Heerden Nature Reserve